# Cyrtandra beccarii
Cyrtandra beccarii är en tvåhjärtbladig växtart som beskrevs av Charles Baron Clarke. Cyrtandra beccarii ingår i släktet Cyrtandra och familjen Gesneriaceae. Inga underarter finns listade i Catalogue of Life.